# Комісарівка (Миколаївський район)
Коміса́рівка — село в Україні, у Березанській селищній громаді Миколаївського району Миколаївської області. Населення становить 660 осіб.

## Історія
Станом на 1886 у селі Раснопільської волості Одеського повіту Херсонської губернії, мешкало 711 осіб, налічувалось 113 дворових господарств, існували 2 лавки.